# Tracy Lynn Cruz
Tracy Lynn Cruz (* 29. Januar 1976 in Orange County, Kalifornien) ist eine US-amerikanische Schauspielerin.
Sie spielte den gelben Power Ranger Ashley Hammond in den Staffeln Power Rangers: Turbo, Power Rangers: In Space und Power Rangers: Lost Galaxy.
Sie wohnt momentan in Los Angeles, Kalifornien.